# Vyto Ruginis
Vytautas „Vyto“ Ruginis (* 17. April 1956 in Wolverhampton, Vereinigtes Königreich) ist ein US-amerikanischer Schauspieler.

## Leben
Ruginis wurde 1956 als Sohn litauischer Einwanderer im britischen Wolverhampton geboren. Als Ruginis vier Jahre alt war, zog seine Familie in die Vereinigten Staaten und ließ sich in Chicago nieder, wo Ruginis auch aufwuchs. Er besuchte dort das St. Ignatius College Prep.
Nach seinem Schauspielstudium an der University of Illinois at Chicago (BFA) und der Yale School of Drama (MFA) zog Ruginis nach New York City. Dort übernahm er ab 1982 kleinere Rollen in Fernsehproduktionen wie Ryan's Hope. Seine erste größere Rolle übernahm er 1985 in der Mini-Serie Kane & Abel an der Seite von Peter Strauss und Sam Neill. Parallel war er landesweit im Theater aktiv. Ab Mitte der 1980er Jahre trat Ruginis dann auch in größeren Nebenrollen in Filmen wie 8 Millionen Wege zu sterben, Jumpin’ Jack Flash und Die Verdammten des Krieges auf.
1991 arbeitete Ruginis mit Elizabeth Taylor in einem Werbespot für Taylors Parfüm White Diamonds zusammen. An der Seite von Sylvester Stallone und Rex Linn trat er 1993 im Actionfilm Cliffhanger – Nur die Starken überleben als FBI-Agent Matheson auf. 2001 war er im Actionfilm The Fast and the Furious als Harry zu sehen.
Neben seinen Filmrollen ist Ruginis regelmäßig in Gastrollen bekannter Fernsehserien zu sehen. So trat er unter anderem in Raumschiff Enterprise: Das nächste Jahrhundert, Nash Bridges, New York Cops – NYPD Blue, Ally McBeal, CSI: Den Tätern auf der Spur, Akte X – Die unheimlichen Fälle des FBI, Für alle Fälle Amy, Crossing Jordan – Pathologin mit Profil, The West Wing – Im Zentrum der Macht, JAG – Im Auftrag der Ehre, Boston Legal, Dr. House und Numbers – Die Logik des Verbrechens auf.
Einem größeren Publikum wurde er 1999 durch seine Rolle als Vampir Russell Winters in der ersten Folge der Fernsehserie Angel – Jäger der Finsternis bekannt. Seit dem Jahr 2009 war er in 29 Folgen der Crimeserie Navy CIS: L.A. als Arkady Kolcheck zu sehen.
Am 12. September 2015 wurde Ruginis in die National Lithuanian American Hall of Fame aufgenommen.

## Filmografie (Auswahl)
- 1985: Charlotte Forten's Mission: Experiment in Freedom (Fernsehfilm)
- 1985: Kane & Abel (Mini-Fernsehserie)
- 1986: 8 Millionen Wege zu sterben (8 Million Ways to Die)
- 1986: Jumpin’ Jack Flash
- 1987: Die diebische Elster (Burglar)
- 1987: Verne Miller – Staatsfeind Nr. 1  (The Verne Miller Story)
- 1987: Made in Heaven
- 1988: Heiß auf Trab (Hot to Trot)
- 1988: Killing Girls (Slipping Into Darkness)
- 1989: Die Verdammten des Krieges (Casualties of War)
- 1990: Palermo vergessen (Dimenticare Palermo)
- 1990: Blutiger Engel (Descending Angel, Fernsehfilm)
- 1992: Perry Mason und der schamlose Romeo (Perry Mason: The Case of the Reckless Romeo, Fernsehfilm)
- 1992: Love Is Like That
- 1993: Cliffhanger – Nur die Starken überleben (Cliffhanger)
- 1994: Blackout – Ein Detektiv sucht sich selbst (Clean Slate)
- 1995: Last Gasp – Der Todesfluch (Last Gasp)
- 1996: Operation – Broken Arrow (Broken Arrow)
- 1996: Phenomenon – Das Unmögliche wird wahr (Phenomenon)
- 1996: Ehe aus Berechnung – Bis daß Dein Tod uns scheidet (Vows of Deception)
- 1997: Tausend Morgen (A Thousand Acres)
- 1997: Im Auftrag des Teufels (The Devil’s Advocate)
- 1997: Medusa’s Child – Atombombe an Bord der 737 (Medusa’s Child, Fernsehfilm)
- 1998: Yakima Wash
- 1999: Wishmaster 2 – Das Böse stirbt nie (Wishmaster 2: Evil Never Dies)
- 1999: Insider (The Insider)
- 2000: Robbers
- 2000: The Visit
- 2001: Scheidung auf amerikanisch (Private Lies, Fernsehfilm)
- 2001: The Fast and the Furious
- 2001: Plötzlich außer Kontrolle (Dangerous Child, Fernsehfilm)
- 2001: The Glass House
- 2002: Backflash
- 2002: Auto Focus
- 2004: The Last Run
- 2004: Capital City (Fernsehfilm)
- 2006: Sideliners (Fernsehfilm)
- 2006: Home of the Brave
- 2007: The Gray Man
- 2008: Player 5150
- 2009–2023: Navy CIS: L.A. (NCIS: Los Angeles, Fernsehserie, 29 Episoden)
- 2010: The Candidate
- 2011: Die Kunst zu gewinnen – Moneyball (Moneyball)
- 2012: Blue-Eyed Butcher (Fernsehfilm)
- 2014: Dark Alien
- 2017: Stebuklas
- 2020: Deputy (Fernsehserie, 2 Episoden)

## Theatrografie (Auswahl)
- 1983: Becoming Memories (South Street Theatre, New York City)
- 1984–1985: The Real Thing (Plymouth Theatre, New York City)
- 1990: One of the Guys (Joseph Papp Public Theater/Newman Theater, New York City)
- 2014: By the Water (New York City Center/ Stage II, New York City)